# Giovanni Sforza
Giovanni Sforza d'Aragona (Pésaro, 5 de julho de 1466 – Pésaro, 27 de julho de 1510) foi um condottiero italiano, senhor de Pesaro e Gradara desde 1483 até sua morte.

## Biografia
Filho ilegitimo de Costanzo I Sforza e neto de Alessandro Sforza, após a morte de sua primeira esposa Maddalena Gonzaga, casou-se em 1493 com Lucrécia Bórgia, mas quatro anos depois, rompeu a união, porque o Papa Alexandre VI (Rodrigo Bórgia), pai de Lucrécia, anulou o vínculo matrimonial e procurou um casamento mais conveniente para a sua família.
Cesare Borgia, irmão de Lucrécia, conspirou para livrar os Bórgias de Giovanni Sforza, tendo-se tornado fascinado pelo poder e prestígio de Nápoles, afirmou que Sforza era impotente e que o casamento não tinha sido consumado. No final, em troca de manter o dote de sua esposa, Sforza assinou uma confissão à acusação de impotência. Giovanni, temendo por sua vida, fugiu de Roma e, posteriormente, foi expulso de Pesaro por Cesare, e pode retornar apenas após sua morte.
Posteriormente, Giovanni Sforza se casou pela terceira vez com Ginebra Tiepolo, com quem teve um filho que não conseguiu conhecer: Constâncio II Sforza.
Giovanni Sforza morreu em 1510.